# Múli
Múli – malutka osada położona na wyspie Borðoy, w północnej części archipelagu Wysp Owczych.

## Historia
Jest jedną z najstarszych wiosek tego regionu, jej założenie datuje się na XIII wiek. Do tej pory zresztą jako jedna z nielicznych zachowała typowy dla Wysp Owczych styl budowy i rozkład wioski.

## Współczesność
Jako ostatnia, w roku 1970 została podłączona do sieci elektrycznej, a później połączona drogą nr 743 z Norðdepil. Miało to zatrzymać proces wyludniania się osady (wcześniej osiągalna tylko na piechotę i/lub helikopterem) i w pewnym sensie władze odniosły sukces, bowiem od roku 2000 liczba stałych mieszkańców była równa 4. W grudniu 2010 liczba stałych mieszkańców spadła jednak do 2. Latem często przybywają tu dawni mieszkańcy, spędzając tu wakacje. Obecnie (I 2015 r.) nie posiada żadnych stałych mieszkańców.

## Legendy
Miejscowość ta jest także znana z tego, że mieszkał tu w XVIII wieku Guttormur í Múla, o którym pisano liczne ludowe piosenki. Był on magiem. Legenda mówi że siedział i robił na drutach, podczas gdy kamienie z hukiem same wskakiwały na miejsce budowy kamiennego muru w Kirkjubøur. Huk słyszano nawet w Velbastaður.

## Zabytki
Z wioski zostały zabrane 2 domy, do Duńskiego Muzeum Narodowego w Kopenhadze.

## Demografia
Według danych Urzędu Statystycznego (I 2015 r.) osada nie posiada żadnych stałych mieszkańców.